# Australoactina brevihirta
Australoactina brevihirta är en tvåvingeart som först beskrevs av Hardy 1932.  Australoactina brevihirta ingår i släktet Australoactina och familjen vapenflugor. Inga underarter finns listade i Catalogue of Life.